# Lepidozamia peroffskyana
Lepidozamia peroffskyana je druh cykasu pocházející z Austrálie. Jméno je odvozeno od řeckého slova lepidos, které značí šupinatý, a označuje šupinatou strukturu stonku a základu listů.

## Rozšíření a klima
Lepidozamie pocházejí z dešťových pralesů ve východním Queenslandu a východním Novém Jižním Walesu, v oblastech kde prakticky nedochází k lesním požárům. Denní teploty se v létě pohybují kolem 30 °C. Snadno se pěstují jako ozdobné rostliny pro své krásné listy. Jsou relativně odolné chladu.

## Rozmnožování
Rozšiřují se pouze semeny, která jsou požírána divokými prasaty a hlodavci a šířena trusem. Opylovány jsou pouze broukem z rodu Tranes, který žije a množí se v samčích šišticích a hromadně se přemisťuje do samičích šištic v době jejich zrání.

## Popis
Druh Lepidozamia peroffskyana poprvé popsal ruský botanik hrabě von Peroffsky v roce 1857 podle stromu rostoucího v botanické zahradě v Petrohradu. Výškou dosahuje 7 m, s průměrem kmene až 40 cm. Tyto cykasy bývají obvykle nevětvené, vysoké s kmeny pokrytými zaschlými stonky starých listů.
Rod lepidozamií obsahuje již pouze jeden další druh Lepidozamia hopei, který je znám jako vůbec největší cykas na světě s výškou 17–20 m,na rozdíl od L. Peroffskyana má také o něco širší lístky.